# Хафлингер
Хафлингер, такође познат и као Авелигнес, је раса коња који се узгајају у Аустрији и северној Италији (наиме град Хафлинг у региону Јужни Тирол) током краја 19. века.
Раса коња Хафлингер, је релативно ниска раса, често су кестењасте боје са ланеном бојом репа и гриве. Имају карактеристичан кас, описан као јако енергичан и усклађен и веома су мишићави, али такође и елегантни. Њихов узгој датира још од средњег века; постоји неколико теорија о њиховом настанку. Пошто су познати по својој издржљивости, сматра се да су настали за употребу на неким планинским теренима. Њихов тренутни изглед је резултат мешавине крвних група арапских и различитих европских раса коња у изворне Тиролске поније. Први примерак ове врсте, 249 Фоли, рођен је 1874. године. 1904. године формирана је прва узгајивачница ове врсте коња. Сви Хафлингери могу да прате своју породичну линију до Фолиа кроз једну од седам крвих лоза. Први и Други светски рат, као и Велика економска криза, имали су штетан утицај на ову расу коња, понекад су се користиле животиње генетски лошијег квалитета, како би се ова раса спасила од изумирања. Током Другог светског рата, узгајивачи су се усредсредили на коње који су били нижи и који су се користили за вучу, војска их је доста користила као товарне коње. Када се рат завршио, акценат је прешао на коње који су били крупније грађе.
У послератној ери, Хафлингер је био укрштен са другим расама коња, а неки узгајивачи су се плашили да је ова раса коња у поновној опасности од изумирања. Међутим, почевши од 1946. године, узгајивачи су се фокусирали на производњу чистокрвних Хафлингера и тада је настао записник о пореклу ове расе. У другим земљама интересовање за ову расу повећало се између 1950. и 1974. године, његова популација је расла, чак и док се укупна популација европских коња смањивала. Број ове расе се непрестано повећавао, а од 2005. године, широм света је постојало скоро 250 000 Хафлингера. У неколико земаља постоје узгајивачнице, али већина Хафлингера и даље долази из Аустрије. 2003. године Хафлингер је постао први коњ који је клониран, и та ждребица се звала Прометеа.
Хафлингери се доста користе за вучу, као и за многе спортове под седлом као што су спортско јахање, дресура и терапијско јахање. Аустријска и немачка војска их још увек користе за рад на брдовитим теренима. Светску Хафлингер Федерацију, међународно управљачко тело, које контролише стандарде Хафлингер расе, састоји се од 22 национална регистра и помаже у постављању узгојних циљева, смерница и правила за чланове организације.

## Карактеристике ове расе
Назив „Хафлингер“ потиче из села Хафлинг које се налази у северној Италији. Раса је такође названа Авелигнес, од италијанског назива за Хафлинг. Хафлингери су увек боје кестена, и то у нијансама у распону од светло златне до богато златне нијансе. Грива и реп су бели или боје лана. Висина расе се повећала од краја Другог светског рата, када им је висина била 140 центиметара. Жељена висина је данас од 137 до 152 центиметара. Узгајивачи су обесхрабљени од узгајања коња ниске висине, али неки виши коњи могу проћи инспекцију, ако на други начин испуњавају захтеве регистра расе. Хафлингери имају отмено држање главе и светле шаре између ушију. Врат је средње дужине, а део између врата и леђа је веома изражен, рамена су нагнута, а груди су истакнуте ка напред. Леђа су мишићава и средње дужине, труп је дугачак, мишићав и благо нагнут. Ноге су без шара, са широким, равним коленима и снажним скочним зглобовима који показују јасну дефиницију тетива и лигамената. Хафлингер има ритмички кас. Током шетње су опуштени, али енергични. Кас и галоп су еластични, енергични и атлетски, са природном тенденцијом да буду лаки напред и уравнотежени. Мало се примећује рад колена, а галоп има врло изражен покрет према напред и у вис. Током друге половине 20. века једно важно посматрање у узгоју био је темперамент. Захтев за мирном, доброћудном природом постао је део званичних стандарда расе и проверава се током службених инспекција. У неким изворима се помињу две врсте Хафлингера, једни су били краћи и тежи, они су се користили за вучу, а други су били виши и лакши и они су се користили за јахање, у лаганој вожњи кочија и за разна такмичења. Организација за храну и пољопривреду препознаје и „Авелингесе“ и „традиционалне Авелингесе“ као постојеће у Италији, мада је 2007. године остало само 13 коња, укључујући само једног ждребца. Међутим, све организације раса препознају и региструју само једну врсту.

### Одгајивачки стандарди
Сви Хафлингери данас прате једну од својих седам одгајивачких стандарда до Фолија, најстаријег претка ове расе. Ждребцима се обично даје име које започиње словом или словима која означавају њихову сталежну линију. Француска је изузетак где се ждребцима даје име које започиње словом абецеде, које је означено да се користи за ту годину. У Италији, где имена ждребцима морају почети словом или словима која означавају одгајивачки стандард, док ждребицама имена почињу словом означеним за одређену годину. Седам одгајивачких стандарда су:
1. А - стандард. Порекло воде од Анселма, рођен 1926. године. Једна је од најраспрострањенијих стандарда данас. Анселмо је враћен у крдо када је имао 21 годину, када је недостатак пастува наком Другог светског рата довео до забринутости да овај стандард неће опстати и произвео је неколико сталежа, који су данас заступљени у свим Хафлингеровим узгајивачницама широм света.
2. Б - стандард. Порекло воде од Болзана, рођен 1915. године. Мање је уобичајен стандард, осим у Аустрији, где је изузетно јак, али не преовладава другде. Овај стандард се ипак проширио на САД и неколико европских земаља, укључујући и Велику Британију, које успостављају Болзано стандард.
3. М - стандард. Порекло воде од Масима, рођен 1927. године. Италијански ждребац, Масимо, који је први представник овог стандарда распострањен је у Аустрији и Италији.
4. Н - стандард. Порекло воде од Нибиа, рођен 1920. године. Рано у својој историји, стандард Нибио се поделио на две гране, једну у Италији и једну у Аустрији. Н-стандард је многобројан, са највећим бројем пастува у ергели. Један је од две (друга је стандард - А) који се гаји у свим земљама где постоји Хафлингер раса. Стандард је најраспрострањенија у Аустрији и Италији.
5. С - стандард. Порекло воде од Стелвиа, рођен 1923. године. Стелвио је најмање бројни стандард који прети изумирањем након што су у Немачку доведене друге врсте коња. Тренутно је највише распрострањен у Италији. Аустријске власти раде на њеном поновном успостављању.
6. СТ - стандард. Порекло воде од Студента, рођен 1927. године. Иако СТ стандард има велики број сталежа, њено географско ширење је ограничено због неселективног узгоја у неким земљама. Немачка и САД држе највише коња овог стандарда, поред Аустрије.
7. В - стандард. Порекло воде од Вилиа, рођен 1921. године. В стандард, који је рано у својој историји угрожен укрштањем, одржава снажно присуство у Холандији, Канади и Сједињеним Државама, и мањим бројем у Аустрији.

Болзано и Вили били су Фолиеви прапраунуци, а остали су прапрапраунуци. Поготово у раним годинама ове расе коња, дошло је до неких укрштања, случајно али и са намером, што је појачало неке доминантне карактеристике ове расе. Током 1980-их и 1990-их спроведено је неколико студија како би се испитале морфолошке разлике између раса. Утврђене су значајне разлике у неким карактеристикама, укључујући висину и пропорције, они су коришћени за помоћ у постизању узгојних циљева, посебно у Италији током деведесетих година.

## Историја
Хафлингери се помињу још у средњем веку. Порекло расе је непоуздано, али су дате две главне теорије. Прва је да Хафлингери воде порекло коња који су на тиролским долонама у Централној Европи, напуштали Источни Готи, који су бежали од византијских трупа након пада Конзе 555. године нове ере. Верује се да су на ове напуштене коње утицале источњачке крвне лозе и то помаже у објашњавању арапских физичких карактеристика виђених у Хафлингеру. Врста светлог планинског понија први је пут забележена 1282. године и вероватно је била предак модерног Хафлингера. Друга теорија је да су потекли из сталежа Краљевине Бургундије, које је Марграви Луису из Бранденбурга послао његов отац, Луј VI, када се Марграве оженио принцезом Маргарете Маултац из Тирола 1342. године. Такође се сматра да воде порекло од праисторијског шумског коња. Хафлингери имају блиске везе са Норикером, што је резултат преклапајућих географских подручја у којима су развијене две расе. Без обзира на своје порекло, ова раса се развијала у планинским условима, која су била јако тешка и они су то добро подносили.
Раса каква је данас позната, званично је настала у селу Хафлинг у планинама Етсцхландер [Etschlander Mountains], које се тада налазило у Аустроугарској. Арапски утицај је у модерном Хафлингеру снажно ојачан увођењем сталежа Ел Бедави, који је у Аустрију доведен у 19. веку. Полу арапски унук Ел Бедавија, Ел Бедави XXII, узгајан је у аустроугарској узгајивачници у Радацу и био је син оригиналног пастува ове расе, 249 Фоли, рођен 1874. године у Винцхагу. Фолијева мајка била је рођена тиролска кобила профињеног типа. Сви Хафлингери данас морају пратити своје родне линије до Фолија кроз једну од седам одгајивачких стандарда (А, Б, М, Н, С, СТ и В) да би се сматрали чистокрвним. Мали изворни генски фонд и планинско окружење у којем су одгајани најоригиналнији припадници расе, су имали као резултат врло устаљен тип и изглед. У раним годинама развоја ове расе, као оплемењивачи коришћени су и оријентални сталежи попут Дахоман, Тајар и Гидран, али ждребцима ових стадиума недостајало је много кључних Хафлингерових својстава и узгој ових сојева је обустављен. Након рођења Фолиа 1874. године, неколико аустријских племића заинтересовало се за расу и затражило од владе подршку и усмеравање организованих поступака узгоја. 1899. године пре него што је аустријска влада реаговала, одлучивши подржати програме узгоја оснивањем субвенција; висококвалитетни Хафлингерови ждребци су били међу онима које су изабрани за програм узгоја који је субвенционирала влада. Од тада су одабрани и селективно узгајани најбољи Хафлингерови ждребци како би се одржао квалитет расе. Они коњи који нису задовољавали стандарде квалитета, војска је користила за пренос намирница и осталог садржаја. До краја 19. века Хафлингери су били уобичајени и у Јужном и у Северном Тиролу, а ергеле су основане у Штајерској, Салзбургу и Доњој Аустрији. Године 1904. основана је узгајивачка задруга Хафлингер у Молтену у Јужном Тиролу, са циљем да се побољшају узгојни поступци, подстакне рад чистог узгоја и успостави регистар матичних књига.

### Светски рат
Првим светским ратом многи Хафлингери су узети у војну службу и прекинуо се њихов узгој. Након рата, према споразуму из Сен Жермена, Јужни Тирол (укључујући Хафлинг) је уступљен Италији, док је Северни Тирол остао у Аустрији. Ова подела је била изузетно штетна за Хафлингерову расу, јер је већина кобила за узгој била у Јужном Тиролу, у садашњој Италији, док су се висококвалитетни узгојни пастуви чували у шталама у Северном Тиролу, и даље у Аустрији. У Северном и Јужном Тироли, није постојала одговарајућа сарадња између узгајивача. 1920-их година формирана је нова комисија узгајивача коња у Болзану у Италији, која је добила овлашћење за инспекцију узгајивалишта у државном власништву, регистровање пастува у приватном власништву, као и могућност да чланови комисије дају новчане награде за такмичења на коњима. Комисија је одређивала о узгоју италијанских раса и Хафлингерових и Норикер коња. 1921. године, због недостатка узгојних пастува у Италији, коришћен је укрштен сарадијско-арапски пастув за Хафлингеров узгојни програм, као и многи чистокрвни Хафлингери са лошијим генетским предиспозицијама.
Да није било ждребаца Хаглингерове расе у Стадл-Пауру[Stadl-Paura] у Горњој Аустрији, после Првог светског рата, Хафлингер можда данас не би постојао у Аустрији. Упркос овим сталежима, Хафлингеров програм узгоја није био добар у Аустрији, пошто је влада била усредсређена на друге аустријске расе и приватне узгојне програме. За то време, ова раса је одржана живом кроз хибриде. 1919. и 1920. године, преостали сталежи су додељени широм Аустрије, многи у подручјима која су пре рата угостила приватна узгајалишта. 1921. године у Замсу је формирана Северно Тиролска узгајивачница коња, а 1922. године на истој локацији одржана је прва изложба Хафлингера. Многе постојеће аустријске Хафлингер кобиле сматране су за прениске да би се могле користити као кобиле за узгој, а уложени су сви напори да се увозе најквалитетније кобиле из Јужног Тирола, која се сада налази у Италији. 1926. године основан је први записник о пореклу коња у Северном Тиролу. Крајем 1920-их постављени су нови узгајивачи Хафлингера у Веру и они су могли добити владину дозволу за куповину 100 Хафлингер кобила из Јужног Тирола и поделити их између Северног Тирола, Горње Аустрије и Штајерске. Ова појединачна трансакција представљала је трећину свих регистрованих кобила у Јужном Тиролу, а многе друге су продате путем приватног уговора, остављајући та два региона упоредивим у погледу сточне популације. 1931. основана је још једна узгајивачка задруга у Источном Тиролу у Аустрији, а узгој Хафлингера се проширио по целој тиролској провинцији.
Велика економска криза, раних 30-их година, снизила је цене коња и неповољно утицала на узгој Хафлингера, али од 1938. године, тржишта су се побољшала. Сви укрштени коњи и младунци који нису квалитетног узгоја могли су се продати војсци, а веће субвенције влада је давала узгајивачима Хафлингера. Међутим, захтеви рата значили су и то да су многе нерегистроване кобиле, типа Хафлингер, биле сакривене од регистра сталежа, а потомство им је регистровано, што је резултирало деградацијом узгојне стоке. 1935. и 1936. године у Баварској је покренут узгојни програм, кроз сарадњу немачких пољопривредних власти, војних власти и постојећих узгајалишта. Први немачки пашњак Хафлингера коју је водила влада, основана је у Обераудорфу, уз помоћ кобила из Северног и Јужног Тирола, а неколико приватних ергела је основано на другим местима у земљи. Комбинација велике потражње за коњима који вуку кочије и у зависности од познавања расе, купце је довела до куповине коња и високог и ниског квалитета, што је имало мешовите резултате у погледу квалитета расе. Куповина Бавараца такође је резултирала додатним исцрпљивањем аустријских и италијанских залиха, које су већ биле доста исцрпљене током Првог и Другог светског рата. Међутим, немачке оружане снаге су били спремни купци и куповина и узгој се наставио. Упркос неким тврдњама да су регистровани само чистокрвни коњи, многи познати баварски узгајивачи имали су укрштене матичне линије. Након рата, узгојни нагласак се променио како би се усавршила висина ове расе.

### Послератни период
Након Другог светског рата, Хафлингерови програми узгоја готово су пропали, јер је војска престала куповати коње, а затворили су владине узгајивачке центре. Узгајивачи су наставили да истичу оне карактеристике неопходне за коње који носе робу на својим леђима (највећу употребу у војсци) и занемарили су друге кључне карактеристике Хафлингера. Узгој Хафлингера морао се променити да би се створио коњ који ће боље одговарати модерним смеровима према рекреативној употреби. Отприлике у то време све мале задруге удружене су у Удружење узгајивача Хафлингера у Тиролу. После Другог светског рата, Тирол, укључујући и узгајалиште у Замсу, био је под контролом америчких снага, које су убиле многе коње како би обезбедиле месо за болнице. Међутим, трупе су дозволиле директору узгоја да одабере 30 сталежа коња који ће се чувати за потребе узгоја. Ти коњи су премештени на високи пашњак Копс Алм у Форарлбергу, током француске окупације, али су касније украдени и више никада нису виђени. У годинама након Другог светског рата, неки узгајивачи су се плашили да раса изумире због неселективног укрштања са другим расама.
На конференцијама 1946. и 1947. донесена је одлука да се узгајају коњи Хафлингер, из чистих крвних лоза, стварајући записник о пореклу коња без укрштања са другим расама. Тиролско удружење узгајивача Хафлингера основало је сопствени центар за ову расу коња и забранило приватним узгајивачима да држе пастуве, чиме је осигурало да удружење одржава 100-постотну контролу узгајивања ове расе. У Баварској је спашено неколико младих коња. Баварски и тиролски узгајивачи одржавали су блиске везе и интензивно сарађивали. Северно-Тиролски узгајивачи су такође могли да набаве неколико висококвалитетних старијих пастува и ждребаца ниског квалитета из Јужног Тирола. 1947. године, основана је Федерација аустријских узгајивача Хафлингера као владајућа организација покрајинских удружења. У то време је одржана велика изложба ове расе, којој су присуствовали посетиоци из Швајцарске, који су убрзо по повратку кући послали комисију за куповину, у Аустрију и били кључни за оснивање Хафлингерове популације у Швајцарској. Јужни Тирол није имао потешкоћа у продаји својих коња, јер је цела Италија била на тржишту за куповину коња, а узгојна популација се ширила све до југа, ка Сицилији.
Између 1950. и 1974, чак и док је укупна европска популација копитара опадала због повећане механизације, Хафлингерова популација се повећавала. У том временском периоду, број регистрованих кобила Хафлингера био је у порастао, са 1.562 на 2.043. То је углавном резултат повећаног маркетинга ове расе, а догодило се чак и док су коњи из Норвешке извожени у Немачку, смањујући ресурсе доступне за узгој Хафлингера. Кроз добро испланиране маркетиншке кампање, Хафлингер је постао доминантна раса ниских коња у региону. 1954. године, Југославија и Италија откупиле су узгојне залихе од Северног Тирола како би успоставиле сопствене Хафлингерове програме, а 1956. године исто то је учинила и Немачка Демократска Република. Прве Хафлингере извезла је у Сједињене Америчке Државе из Аустрије 1958. Темпел Смитх [Tempel Smith] из фарми Темпел у Илиноису и у Чехословачку 1959. године. Тиролске Хафлингере је купила Холандија И Турска 1961. године. У Турској су укрштени са Карацабеј расом. 1963. године Хафлингер је извезен у Велику Британију, 1969. године две Хафлингерове кобиле су представљене краљици Елизабети II прилиоком њене службене посете Аустрији, а 1970. године основано је Друштво Хафлингера у Великој Британији. Први Хафлингери извезени су у Француску 1964. године, и наставили су да пребацују Хафлингере у ту земљу све до 1975. године када је узгојна популација постала стабилна. Између 1980. и 2000. године, број Хафлингера у Француској се утростручио. 1965. године у Инзбруку је одржана прва међународна изложба Хафлингера, на којој су учествовали коњи из Источне и Западне Немачке, Холандије, Италије, Швајцарске и Аустрије. Хафлингери су први пут извезени у Белгију 1966. године, у Бутан су извезени 1968. године, а у Пољску, Мађарску и Албанију следећих година. Увоз у Бутан подстакао је интересовање за ову расу и у другим деловима Азије. 1974. године, први Хафлингер је увезен у Аустралију. Први канадски Хафлингер регистрован је у Удружењу раса Сједињених Држава 1977. године, а канадски регистар је основан 1980. године. Између 1970. и 1975. године Хафлингери су такође увожени у Луксембург, Данску, Тајланд, Колумбију, Бразил, југозападну Африку, Шведску и Ирску. Такође су увожени и у Јапан. Број Хафлингера се одржавао на свим насељеним континентима до краја 1970-их. Размножавање широм света наставило се током 1980-их и 1990-их, а број ове расе непрестано је растао.

### 21. век
Иако се Хафлингери данас налазе широм света, већина ових коња и даље долази из Аустралије, где државни узгајивачи поседују ергеле и пажљиво одржавају квалитет ове расе. Међутим, узгајалишта се налазе и у Сједињеним Државама, Канади, Немачкој, Холандији и Енглеској. Од 2007. године, било је највише Хафлингера у тој земљи, у односу на друге расе коња. Због селективног узгоја током деведесетих са циљем да се повећа висина, неке расе су постале фаворизоване у односу на друге у Италији. Хафлингери се узгајају широм Француске, посебно у провинцијама Бретања, Бургундија и Пикардија, а годишње се роди између 350 и 400 ждребади. Словенија такође има мали број Хафлингера, са око 307 плодних кобила и 30 узгојних сталежа до 2008. године. Студија из 2009. године открила је да се, иако се у популацији догодио врло мали број инбридинга, током година благо повећавао. Од 2005. године, скоро 250.000 Хафлингера остало је у свету.
Дана 28. маја 2003. године, Хафлингерска кобила по имену Прометеа постала је први клонирани коњ. Гајили су је италијански научници, клонирана је од коже кобиле и била је здрава ждребица. Године 2008, Прометеа је родила прво потомство клона копитара, магарца по имену Пегаз. Амерички регистар Хафлингер не дозвољава да коњи рођени као резултат клонирања буду регистровани, иако од 2010. године регистар других нација још није донео одлуку о тој теми.

## Радна способност
Хафлингери су узгајани тако да су довољно свестрани у многим дисциплинама под седлом, али још увек се користе и за вучу, као и за вожњу запрега. Хафлингер је првобитно развијен за рад у планинским пределима своје родне земље, где се користио и као товарни коњ и за шумарске и пољопривредне послове. Крајем 20. века Хафлингере је индијска војска покушала да користи као товарне коње за планински терен, али програм је био неуспешан због Хафлингерове неспособности да издржи пустињску врућину. Аустријска војска и даље користи Хафлингере као товарне коње на неравном терену. Најчешће се користе на високим aлпским теренима. У употреби је око 70 коња које држи 6. пешадијска бригада са седиштем у Хоцхфилзену. Немачка војска Хафлингере, такође користи за тешке радове на терену и у демонстративне сврхе.
Данас се ова раса користи у многим активностима које укључују вожњу запрега, лагану вожњу и многе активности на седлу јахање на стазама и издржљивост, дресура, такмичење са препонама, скакање са ослонцем и терапијско јахање. Углавном се користе као дресурни коњи за децу, али су такође и довољно високи и чврсти да их могу и одрасли јахати. Седамдесетих година 20. века, британски принц Филип, војвода од Единбурга такмичио се са возачким тимом од четири Хафлингера. Одржава се неколико националних изложби Хафлингера, укључујући оне у Немачкој, Великој Британији и Сједињеним Државама. Упркос аустријским забранама укрштања, друге земље су то у одређеној мери практиковале. Животиње доброг квалитета настале су укрштањем Хафлингера, арапских и андалузијских раса. Британски ентузијасти воде регистар рођених за Хафлингере који су укрштени са другим расама. У Немачкој су коњи који су 75% Хафлингер и 25% Арапи популарни и називају се Арабо-Хафлингери. У Италији, где је потрошња коњског меса највећа међу свим чланицама Европске заједнице, Хафлингери обезбеђују велики проценат националне производње. Већина се или узгаја посебно за производњу меса и убија се између 10 и 18 месеци, или због здравствених проблема или старосне доби. Хафлингер такође производи већину коњског млека конзумираног у Немачкој.

## Регистровање
Расне организације постоје у многим земљама како би пружиле тачну документацију о Хафлингеровим родовима и власништву и промовисале Хафлингер расу. Већина је међусобно повезана чланством у Светској Хафлингерској Федерацији (СХФ), основаној 1976. СХФ утврђује међународне смернице за узгој, циљеве и правила за избор матичне књиге и тестове перформанси. Они такође ауторизују европске и светске изложбе и састављају годишњу листу Хафлингерових стручњака и судија. СХФ садржи 21. организациониг члана у 22 земље. Организације за чланство укључују Хафлингер коњичко друштво из Аустралије, Аустралијско удружење узгајивача коња Хафлингер, Канадско удружење Хафлингера, Удружење узгајивача тиролских Хафлингера, Италијанску асоцијацију националне Хафлингер узгајивачнице коња и Амерички регистар Хафлингер, као и подела за узгајиваче у земљама које нису чланице. Националним организацијама је дозвољено да постану чланови СХФ-а договором за промоцију чистог узгоја и одржавање наследних карактеристика расе Хафлингер. Чланице морају да одржавају и чистокрвну матичну књигу, као и засебну матичну књигу за животиње с арапским или другим крвним сојевима.
Строги систем инспекције, започет у Аустрији, развио се тако да осигура да се за узгој користе само квалитетни сталежи који испуњавају високе стандарде. Као и одржавање матичне књиге како би се одржала валидност инспекције. Кобиле морају бити прегледане и регистроване у матичној књизи пре него што се уброје у коњарство, а потребно је више образаца да би се доказало рођење чистокрвног ждребца Хафлингера. У року од шест месеци од рођења, ждребице се прегледају, а оне за које се сматра да имају потенцијал за узгојни сој добијају сертификате о пореклу. Коњи се поново прегледају у доби од три године, проверавају у складу са писаним стандардима удружења, а ако прођу, онда се уносе у матичну књигу. Након њихове последње инспекције, Хафлингери из Аустрије и Италије добијају печат ватреним лимом у облику рунолиста. Коњи из Аустрије и Јужног Тирола имају слово "Х" у центру печата, док коњи из свих осталих делова Италије имају слова "ХИ". Коњи се разврставају на основу конформације, деловања, костију, висине, темперамента и боје. Кобиле морају имати потпуно регистровани чистокрвни родовник који се протеже шест генерација уназад како би се разматрао ради прихватања за матичну књигу. Пастуви се региструју одвојено. Ждребци се прегледавају на основу наследне поузданости и вероватноће узгоја, као и осталих квалификација. Свака потврда о регистрацији ждребаца мора да садржи потпуно родословни род који се протеже уназад четири генерације, и евиденције о кобилама, проценатима побачених трудноћа, рођених и живорођених, као и број и пол рођених ждребади. Ове информације се користе за подударање сталежа и кобила за узгој. Тиролски младунци пролазе почетну процену, а они који нису одабрани морају се или чувати или продавати из тиролског узгојног подручја. Изабрани ждребци поново се оцењују на сваких шест месеци до коначне инспекције у доби од три године, када се бирају најбољи ждребци за тиролски узгој, након чега их купује аустријско Министарство пољопривреде и стављају на располагање за узгој широм региона. Остали су или заштићени или су распродати из региона. Друге земље своју регистрацијску и селекцијску праксу заснивају на тиролским праксама, као што то захтева СХФ.